# Annapolis Neck
 (juillet 2025).
Pour les articles homonymes, voir Annapolis (homonymie).
Annapolis Neck est une census-designated place située dans le comté d'Anne Arundel, dans l’État du Maryland, aux États-Unis. Lors du recensement de 2020, elle comptait 10 973 habitants.